# Championnats d'Afrique d'athlétisme 1979
Navigation
Les premiers championnats d'Afrique d'athlétisme ont lieu du 2 au 5 août 1979 au Stade Demba-Diop de Dakar, au Sénégal. La compétition, organisée par la Confédération africaine d'athlétisme, réunit 251 athlètes issus de 24 pays.

## Résultats

### Hommes
| Event                 | Or                                                                                           | Argent                                                                      | Bronze                                                                 |
| --------------------- | -------------------------------------------------------------------------------------------- | --------------------------------------------------------------------------- | ---------------------------------------------------------------------- |
| 100 mètres            | Ernest Obeng 10 s 54                                                                         | Théophile Nkounkou 10 s 63                                                  | Edward Ofili 10 s 66                                                   |
| 200 mètres            | Edward Ofili 20 s 90                                                                         | Georges Kablan Degnan 21 s 14                                               | Emmanuel Bitanga 21 s 18                                               |
| 400 mètres            | Hassan el-Kashief 45 s 34                                                                    | James Atuti 45 s 95                                                         | Billy Konchellah 46 s 28                                               |
| 800 mètres            | James Maina Boi 1 min 48 s 8                                                                 | Omer Khalifa 1 min 49 s 3                                                   | Mehdi Aidet 1 min 49 s 8                                               |
| 1 500 mètres          | Mike Boit 3 min 39 s 9                                                                       | Abderrahmane Morceli 3 min 40 s 1                                           | Mehdi Aidet 3 min 40 s 5                                               |
| 5 000 mètres          | Miruts Yifter 14 min 14 s 0                                                                  | Yohannes Mohamed 14 min 14 s 2                                              | Kip Rono 14 min 18 s 0                                                 |
| 10 000 mètres         | Miruts Yifter 29 min 08 s 0                                                                  | Yohannes Mohamed 29 min 10 s 0                                              | Rachid Habchaoui 29 min 28 s 9                                         |
| Marathon              | Kebede Balcha 2 h 29 min 53                                                                  | Gidamis Shahanga 2 h 36 min 46                                              | Ladislas Hakuzimana 2 h 54 min 28                                      |
| 3000 mètres steeple   | Kip Rono 8 min 30 s 9                                                                        | Eshetu Tura 8 min 31 s 4                                                    | Yohannes Mohamed 8 min 39 s 4                                          |
| 110 mètres haies      | Godwin Obasogie 13 s 76                                                                      | Philip Sang 13 s 81                                                         | Thomas Nnakwe 14 s 03                                                  |
| 400 mètres haies      | Daniel Kimaiyo 50 s 05                                                                       | Wilson Kibiego 51 s 06                                                      | Dennis Otono 51 s 23                                                   |
| Saut en hauteur       | Othmane Belfaa 2,15 m                                                                        | Hamid Sahil 2,13 m                                                          | Moussa Sagna Fall 2,05 m                                               |
| Saut à la perche      | Mohamed Bensaad 4,70 m                                                                       | Loué Legbo 4,60 m                                                           | Ahmed Rezki 4,50 m                                                     |
| Saut en longueur      | Ajayi Agbebaku 7,94 m                                                                        | Kayode Elegbede 7,89 m                                                      | Joseph Kio 7,78 m                                                      |
| Triple saut           | Ajayi Agbebaku 16,82 m                                                                       | Abdoulaye Diallo 16,42 m                                                    | Joseph Kio 16,25 m                                                     |
| Lancer du poids       | Youssef Nagui Asaad 20,32 m                                                                  | Mohamed Fatihi 15,80 m                                                      | Abderrazak Ben Hassine 14,42 m                                         |
| lancer du disque      | Abderrazak Ben Hassine 54,60 m                                                               | Mohamed Naguib Hamed 54,40 m                                                | Harrison Salami 53,10 m                                                |
| Lancer du marteau     | Abdellah Boubekeur 56,02 m                                                                   | Youssef Ben Abid 53,84 m                                                    | Hisham Fouad Greiss 49,10 m                                            |
| Lancer du javelot     | Jacques Ayé Abehi 76,74 m                                                                    | Zakayo Malekwa 76,06 m                                                      | Tarek Chaabani 75,20 m                                                 |
| Décathlon             | Mohamed Bensaad 7148 pts                                                                     | Ebewele Brown 7043 pts                                                      | Alioune Seck 6741 pts                                                  |
| 10 000 m marche       | Benamar Kachkouche 48 min 50 s 8                                                             | Hunde Ture 50 min 45 s 6                                                    | John Mutinda 55 min 45 s 2                                             |
| Relais 4 × 100 mètres | Côte d'Ivoire Georges Kablan Degnan Amadou Meite Avognan Nogboum Patrice Oure Etchie 39 s 80 | Sénégal Boubacar Diallo Cheikh Touradou Diouf Momar N'Dao Yoro Diba 41 s 60 | Tanzanie Ally Mwalimu David Lukuba Peter Mwita Juamne Chobanga 41 s 71 |
| Relais 4×400 mètres   | Kenya James Atuti Billy Konchellah Daniel Kimaiyo Wilson Kibiego 3 min 08 s 2                | Nigeria Hope Ezeigbo Dele Udo Ahmed Garba Ludwig Ordia 3 min 10 s 2         | Sénégal 3 min 11 s 5                                                   |

### Femmes
| Event                 | Or                                                                          | Argent                                                              | Bronze                                                                      |
| --------------------- | --------------------------------------------------------------------------- | ------------------------------------------------------------------- | --------------------------------------------------------------------------- |
| 100 mètres            | Obuzoene Nsenu 11 s 53                                                      | Hannah Afriyie 11 s 56                                              | Nzaeli Kyomo 11 s 59                                                        |
| 200 mètres            | Hannah Afriyie 23 s 81                                                      | Nzaeli Kyomo 24 s 48                                                | Ruth Waithera 24 s 66                                                       |
| 400 mètres            | Grace Bakari 53 s 33                                                        | Marième Boye 54 s 52                                                | Mary Chemweno Kenya 55 s 41                                                 |
| 800 mètres            | Mary Chemweno 2 min 08 s 4                                                  | Rose Tata 2 min 10 s 9                                              | Amsale Woldegibriel 2 min 11 s 9                                            |
| 1 500 mètres          | Sakina Boutamine 4 min 23 s 6                                               | Rose Thomson 4 min 25 s 0                                           | Hassania Darami 4 min 26 s 5                                                |
| 3 000 mètres          | Sakina Boutamine 9 min 31 s 1                                               | Rose Thomson 9 min 32 s 1                                           | Hassania Darami 9 min 39 s 7                                                |
| 100 mètres haies      | Judy Bell-Gam 14 s 13                                                       | Bella Bell-Gam 14 s 36                                              | Fatima El Faquir 14 s 52                                                    |
| 400 mètres haies      | Fatima El Faquir 59 s 73                                                    | Rose Tata 59 s 85                                                   | Ruth Kyalisima 60 s 41                                                      |
| Saut en hauteur       | Kawther Akrémi 1,69 m                                                       | Elizabeth Ezo 1,69 m                                                | Fernande Agnentchoué 1,63 m                                                 |
| Saut en longueur      | Bella Bell-Gam 6,24 m                                                       | Florence Ochonogor 6,18 m                                           | Jeanette Yawson 6,04 m                                                      |
| Lancer du poids       | Odette Mistoul 13,45 m                                                      | Grace Apiafi 13,24 m                                                | Joyce Aciro 12,95 m                                                         |
| Lancer de disque      | Zoubida Laayouni 46,18 m                                                    | Fethia Jerbi 45,18 m                                                | Helen Alyek 43,04 m                                                         |
| Lancer du javelot     | Agnès Tchuinté 50,20 m                                                      | Eunice Nekesa 49,98 m                                               | Constance Rwabiryagye 41,64 m                                               |
| Pentathlon            | Bella Bell-Gam 3607 pts                                                     | Florence Ochonogor 3524 pts                                         | Julie-Marie Gomis 3409 pts                                                  |
| Relais 4 × 100 mètres | Ghana Hannah Afriyie Grace Bakari Jeanette Yawson Jeanette Ofusu 45 s 63    | Nigeria Obuzoene Nsenu Rufina Ubah Fosa Ibini Alaba Ojumola 46 s 45 | Sénégal Marième Boye Françoise Damado Fatou Cissoko Maty N'Diaye 50 s 23    |
| Relais 4 × 400 mètres | Ghana Hannah Afriyie Grace Bakari Georgina Aidou Gladys Konadu 3 min 41 s 8 | Kenya Rose Tata-Muya Ruth Waithera Mary Chemweno ? 3 min 46 s 1     | Nigeria Gloria Ayanyala Kehinde Vaughan Asele Woy Joan Elumelu 3 min 54 s 9 |

## Tableau des médailles
| Rang | Nation        | Or | Argent | Bronze | Total |
| ---- | ------------- | -- | ------ | ------ | ----- |
| 1    | Nigeria       | 8  | 9      | 7      | 24    |
| 2    | Algérie       | 7  | 2      | 4      | 13    |
| 3    | Kenya         | 6  | 9      | 5      | 20    |
| 4    | Ghana         | 5  | 1      | 1      | 7     |
| 5    | Éthiopie      | 3  | 4      | 2      | 9     |
| 6    | Tunisie       | 2  | 2      | 2      | 6     |
| 7    | Côte d'Ivoire | 2  | 2      | 0      | 4     |
| 8    | Maroc         | 2  | 1      | 3      | 6     |
| 9    | Égypte        | 1  | 1      | 1      | 3     |
| 10   | Soudan        | 1  | 1      | 0      | 2     |
| 11   | Cameroun      | 1  | 0      | 1      | 2     |
| 11   | Gabon         | 1  | 0      | 1      | 2     |
| 13   | Sénégal       | 0  | 3      | 5      | 8     |
| 14   | Tanzanie      | 0  | 3      | 2      | 5     |
| 15   | Congo         | 0  | 1      | 0      | 1     |
| 16   | Ouganda       | 0  | 0      | 4      | 4     |
| 17   | Rwanda        | 0  | 0      | 1      | 1     |